# بهرام گور آنکلساریا
بهرامگور تهمورس آنکلِساریا (به انگلیسی Bahramgor Tehmuras Anklesaria) از ایران‌شناسان نامدار هند و کارشناس در زبان و ادبیات ایران باستان و از پارسیان هندوستان بوده که در ۱۸۷۷ میلادی در آنکلساریا از توابع گجرات به دنیا آمد و پس از ۶۵ سال زندگی در نوامبر ۱۹۴۲ در بمبئی درگذشت.
وی پسر تهمورس دینشاه بود که در سن ۶۵ سالگی از جهان رفت. تهمورس از دانشمندان نامی پارسی بود که در زبان و ادبیات پهلوی چیره بود و بهرام اوستا را نزد پدر آموخت و از استادان بزرگ پهلوی‌دان گردید.
بهرام گور به زبان فارسی علاقه‌ای ویژه داشت و نسبتاً خوب صحبت می‌کرد.

## مسافرت به ایران
بهرام گور دو بار به ایران آمد:
یکبار در سال ۱۳۰۹ خورشیدی، که سه همایش او در تهران یادگار این سفر اوست، و بار دیگر در جشن هزاره فردوسی در مهرماه ۱۳۱۴ که خطابه‌ای هم دربارهٔ فردوسی ایراد کرد که در کتاب «هزاره فردوسی» به چاپ رسیده‌ است.

## آثار او
بهرام گور کتاب‌های فراوانی نگاشته یا ترجمه کرده که از جملهٔ آن‌ها انتشار پوشینهٔ دوم از متون پهلوی است که در سال ۱۹۱۳ به چاپ رسید و دیباچه بسیار سودمندی هم در ۶۲ صفحه بر آن نوشته است.
دیگر دیباچه‌ای است که به متون عکسی بُندهش بزرگ نوشته و در سال ۱۹۰۸ انتشار یافته است. از آنجا که خواندن خط پهلوی دشوار است، وی متن بندهشن را به خط لاتینی درآورده و ضمناً آن را به انگلیسی هم ترجمه کرده است.
اثر دیگر ترجمه انگلیسی «زند وهومن‌ یسن» است که در ۱۹۱۹ به چاپ رسانید و بهترین ترجمه‌ای است که از این کتاب در دست می‌باشد.
از کارهای دیگر او ترجمه «کارنامه اردشیر بابکان» و «شکند گمانیک‌ ویچار» (گزارش گمان‌شکن) و «دادستان دینی» و چند بخش از دینکرد است. بهرام با تلاش فراوان هزوارش‌ها را با واژه‌های پهلوی جایگزین نمود.
او گروهی را نیز به خط و زبان پهلوی آشنا ساخت.
این دانشمندان سال‌ها در بنیاد خاورشناسی کاما و مدرسهٔ زردشتی تدریس می‌کرد.
دیگر ترجمه‌های فارسی او عبارتند از ماتیکان گجستک ابالیش، و انتشار برخی از مجلداتی که در آن نویسندگان مختلف در موضوع‌های گوناگون، از قبیل تاریخ، زبان، پهلوی، اوستا و نظایر آن‌ها مقاله نوشته‌اند و خود وی در روزنامه «بنیاد خاورشناسی کاما» مقالات متعددی نوشته‌ است.

## فعالیت‌ها
برترین آفرینه‌هایش عبارتند از:
1. «زندآگاهی، بندهشن ایرانی یا بزرگ(Zand-Ākāsīh, Iranian or Greater Bundahišn n)» برگردان و بازنویسی از نسخهٔ بنیادین اوستایی به زبان انگلیسی، سال ۱۳۳۵ ه‍.ش
2. «نسک پندارهای نیک بر مبنای زند (Zand-î Vohûman Yasn)»، برگردان و بازنویسی از نسخهٔ بنیادین اوستایی به زبان انگلیسی، سال ۱۳۳۶ ه‍.ش
3. داستان حمیتِ آساواهیستان (Rivâyat-î Hêmît-î Asavahistân) به زبان پهلوی، سال ۱۳۴۱ ه‍.ش
4. «نهاده‌ها وآئین‌های زرتشتی (ٰVichitakiha Zatsparam)»، به زبان پهلوی همراه با برگردان به زبان انگلیسی، سال ۱۳۴۳ ه‍.ش
5. «داستان آتورفارن‌بگ و فَرن‌بگ-سروش به زبان پهلوی (he Pahlavi Rivāyat of Āturfarn-bag and Farnbag-Srōš)»، در ۲ پوشینه، بازنویسی و برگردان، سال ۱۳۴۸ ه‍.ش
6. سروده‌های پاک زرتشت – گات‌ها، (The Holy Gathas of Zarathushtra)، ویرایش و برگردان به انگلیسی، سال ۱۳۳۲ ه‍.ش
7. ویژه‌نامهٔ فرهنگ‌نامهٔ «پارسی» به یاد شمس العلماء سردار دستور هوشنگ جماسپ، ویرایش و همکاری، سال ۱۲۹۷ ه‍.ش
8. ویرایش یادنامه‌های دکتر سِر ج.ج. مُدی و دینشاه ج. ایران
9. (Dr. Sir J.J. Modi Memorial Volume and Mr. Dinshah J. Irani Memorial Volume)، سال ۱۲۹۷ ه‍.ش
10. وندیداد، برگردان به زبان پهلوی، آماده شده برای نهاد خاورشناسی کاما (K. R. Cama. Oriental Institute) در سال ۱۳۱۰ ه‍.ش به مناسبت صدمین زادروز «ک.ر. کالـّا (K. R. Calla)» ، منتشر شده در سال ۱۳۲۸ ه‍.ش از سوی همین نهاد
11. کتاب «نیرنگ پادیاب (Nirang-i-Padyab)»، به زبان گجراتی، سال ۱۳۱۸ ه‍.ش
12. گات‌ها، برگردان به زبان گجراتی، منتشر شده از سوی «انجمن گات‌ها (Gatha Society)»، سال ۱۳۱۲ ه‍.ش

## آفرینه‌ها و کنشگری‌های دیگر
1. از هنگام پایه‌گذاری «انجمن گات‌ها» در سال ۱۲۸۱ ه‍.ش هماره هموند و کنشگر کوشای آن بود.
2. به کوشش او «انجمن گات‌ها» پس از زمانی بازایستادن، در سال ۱۳۱۰ دوباره به کار خود ادامه داد و از آن زمان تا هنگام مرگش سرپرستی انجمن با وی بود.
3. نخستین کسی بود که برگردان واژه به واژهٔ گات‌ها به زبان انگلیسی را به پایان رسانید و بر آن پیش‌گفتاری فرآراسته همراه با نویسه‌گردانی واژه‌هایش نگاشت.
4. از سال ۱۲۸۱ ه‍.ش و به همراه دکتر «دستور زلا» (Dr. Dastur M. N. Dhalla)، به مدت شش سال فصل نامهٔ «زرتشتی» را منتشر نمود.
5. با نگرش به اینکه وی همچنین دانش‌آموختهٔ رشتهٔ ستاره‌شناسی بود، به پیرایش و به‌کارگیری گاهشمار پارسی (Parsi Calendar) دلبستگی بسیار داشت و آفرینه‌هایش در این زمینه در گزارش‌های «کمیته بازساخت گاهشمار (Calendar Reform Committees)» بارها به چاپ رسیدند.
6. در سال ۱۲۹۰ ه‍.ش در نوشتاری همراه با پروفسور پ.آ. ودیا (P. A. Wadia) به کالبدشکافی برخی از اصول خشک‌اندیشانهٔ صوفی‌گری پرداخت.
7. «زرتشت‌نامهٔ موبد رستمِ پـِـشوتان هَـماجیار(Hamajiar Zarthoshtnameh of Mobed Rustom Peshutan)» که در سال ۱۰۵۴ ه‍.ش نوشته شده‌است را در سال ۱۳۱۱ ه‍.ش به زبان گجراتی برگردان و منتشر نمود.
8. در هشتمین همایش خاورشناسی سرتاسر هند (Eight All-India Orientall Conference) سرپرست بخشِ ایرانِ این گردهمایی بود و خود نیز نوشتاری در مورد «واژه‌های ایرانی وارد شده به عربی و واژه‌های عربی به کاربرده شده در سانسکریت» به همایش ارائه نمود.
9. همکاری نزدیکی با انجمن گات‌ها برای رواگ دانش‌پژوهی در بارهٔ آیین زرتشتی داشت. نوشتارهای پژوهشی بسیاری به این انجمن ارائه کرد.
10. با نهاد «همایش‌های زرتشتیان (Zoroastrian Conferences)» از سال ۱۲۸۹ تا ۱۲۹۴ ه‍.ش همکاری تنگاتنگی داشت.
11. از اندیشهٔ پدرش دربارهٔ آزادی رواگ آیین زرتشتی و پذیرش این آیین از سوی کسانی که به آن باورمند نیستند به سختی پشتیبانی می‌کرد. او یکی از یازده دانشمند زرتشتی بود که در بیانیه‌ای نوشتند: «آیین زرتشتی نه‌تنها مرزی برای دگرشِ باورمندی نمی‌شناسد بلکه دیگران را به ورود به آیین فرامی‌خواند». همچنین در استواندن این اندیشه در دیوان عالی بمبئی به هنگام بررسی «پروندهٔ نازرتشتیان (Juddin Case)» کوشا بود.
12. یکی از پشتیبانان همیشگی و هموند افتخاری نهاد «Rahnumai Mazdayasnan Sabha» بود. این نهاد برای برپایی همبستگی در میان پارسیان هند پایه‌گذاری گشته و امروزه همچنان به کار خویش ادامه می‌دهد.
13. او هنگامی که فراماسونری به عنوان یک جنبش لیبرال در جهان گسترش پیدامی‌کرد، هموندی آن را پذیرفته و به پایه‌های بالای آن دست یافت. در همین زمینه، سخن‌رانی‌های فراوانی در بارهٔ نقش و هنایش مینوی عرفان عهد باستان و همچنین آیین زرتشتی بر جنبش‌های گوناگون دنیای کنونی و به ویژه فراماسونری ایراد نمود.
14. بسیاری از آفرینه‌هایش در زمانی که هنوز زنده بود به دست چاپ سپرده نشدند؛ گرچه برخی از آن‌ها پس از مرگش در گوشه و کنار، پاره‌وار و جسته و گریخته منتشر شده‌اند. همچنین برخی از آفرینه‌هایش در آتش‌سوزی‌ای که یک سال پس از مرگش در دانشسرایی که در آن کار می‌کرد رخ داد، از دست رفت. از میان آفرینه‌های در دسترسی که در زمان زندگی‌اش منتشر نشدند، می‌توان به پهرست زیر اشاره کرد:

- «داستان حمیتِ آشاوَهیشتان (Rivayat-i Hemit-i Ashavahishtan)٬» بازنویسی متن و برگردان به انگلیسی، * «داستان عطار فرِنباگِ فَرخوزاتان و داستان فراساروشِ وَرهان (Revayat-i Atar Frenbag Farkhozatan and Revayat-i Fra Sarosh-i Varhran)، * «زندِ وهومان یسنه و دو بخش آن به زبان پهلوی (Zand-i Vohuman Yasna and two Pahlavi fragments)»، سال ۱۲۹۸
- «زندِ آکاسیه (Zand-akasih)»، بازنویسی و برگردان، سال ۱۳۱۴، منتشرشده در سال ۱۳۳۵.

## پیوندهای بهرام گور با ایران
بهرام گور به زبان فارسی دلبستگی ویژه‌ای داشت و به این زبان کمابیش بدون مشکل سخن میٰ‌گفت. او دو بار رهسپار ایران شد. نخستین بار در سال ۱۳۰۹ ه‍.ش به نمایندگی ازسوی توداک پارسیان هند با رضا شاه پهلوی دیدار وگوهری را به وی پیشکش کرد. سپس در سه همایش آموزشی پیرامون آیین زرتشتی سخن‌رانی نمود. سه سال پس از سفر او و همسرش «مهربانو» به ایران، در کتابی با نام «سفر به ایران پهلوی» به زبان گجراتی، این دو ره‌آورد خویش از این سفر را به هندیان ارزانی نمودند. بار دوم در سال ۱۳۱۴ ه‍.ش برای هم‌انبازی در جشن هزارهٔ فردوسی به تهران آمد و سخن‌رانی‌اش در این گردهمایی با نام «فردوسی جاویدان» در کتاب «هزارهٔ فردوسی» به چاپ رسید.

## نهاده‌های کاری بهرام گور آنکلساریا
بهرام گور آنکلساریا کارهایش بر گردِ نهاده‌های زیر هسته گرفته بود:
- گاه‌شناسی، ریشه‌شناسی و کهن‌نگاری توداک پارسیان هند، * سنگ‌نبشته‌های یافته‌شده با دبیره‌های میخی و حاجی‌آبادی، * سنگ‌نبشته‌ها و نگاره‌ها به زبان پهلوی، * چلیپاهای جنوب هند، * دوران و زندگی زرتشت، * آیین‌ها و بایدها و نبایدهای ایران کهن، * زرتشت، پایه‌گذار یگانه‌پرستی، * زن و جایگاه والای او در خانه و همبودگاه بر پایهٔ اوستا و بن‌مایه‌های پهلوی، * ستارگان و ستاره‌باوری در فرهنگ ایرانی، * یگانگی در هستش (Khaetvadath)
- پرسمان اِرِکش (Ereksh)
- پرسمان کماندار آسمانی (The Archer In the Sky)
- زمینهٔ رصدخانهٔ ستارگان ضحّاک